# María Fernanda Ferro
María Fernanda Ferro (Caracas, 6 de octubre de 1964 - Caracas, 10 de abril de 2017) fue una actriz, pedagoga y productora teatral venezolana, reconocida como Mejor Actriz con el Premio Marco Antonio Ettedgui, y el Premio Municipal de Teatro.

## Biografía
María Fernanda Ferro nació en la ciudad de Caracas el 10 de abril de 1964 en el seno de una familia vinculada al arte y a la cultura venezolana: su madre fue la periodista Vicenzina Marotta y su hermana mayor es la poeta Carmen Leonor Ferro.

En 1981, con 17 años de edad, se inscribe en el taller de formación actoral para jóvenes que ofrecía el Centro de Creación Artística TET, en su sede de Los Chaguaramos. Posteriormente fue invitada por los directores de la agrupación, Guillermo Díaz Yuma y Francisco Salazar, a formar parte del elenco estable del grupo, en el que permaneció durante 25 años.
"[Me acuerdo de mí, estando] muy chiquita viendo Morir soñando y el impacto emocional que me causó. Luego la gran obra que fue Por alto está el cielo en el mundo, yo ya era estudiante de formación del grupo en ese momento, y me pareció, es una opinión muy personal, que en ese momento el grupo logró un alto nivel de ejecución. [Eduardo Gil]  había invitado a trabajar en el entrenamiento de los actores a Elizabeth Albahaca y a Theo Spychalski dos actores de Grotowski, y Yuma y [Francisco Salazar] Pancho habían investigado en Canadá con el maestro actor de Grotowski, Ryszard Cieslak, de manera que el trabajo consiguió un alto nivel actoral."

### Trayectoria Artística

#### Teatro
En 1984 formaliza su incorporación al elenco estable del TET participando como actriz en varias de sus obras. Tiempo después, en 1990, Guillermo Díaz Yuma, ya establecido como director único de la agrupación, le solicita a María Fernanda Ferro hacerse cargo de la coordinación del taller "El Arte del Actor", proyecto que Ferro reforma constituyéndolo como "Taller de Formación e Investigación Actoral", y del que forma parte también como pedagoga hasta el año 2005. Ferro concibe este taller al que se ingresa a través de un proceso de audición, y que tiene una duración aproximada de tres años, distribuidos en tres encuentros semanales de tres horas de duración. Este "Taller de Formación e Investigación Actoral" se centra en el oficio del actor, llevando a cabo un intenso entrenamiento físico basado en las técnicas heredadas de Jerzy Grotowski y en el que se explora el uso del cuerpo, de la voz y se impulsa al actor a la creación escénica.   

En paralelo, desarrolla una amplia carrera como actriz, cultivando un método orgánico e intuitivo que la llevaría a destacarse en el medio artístico nacional, consiguiendo varios roles protagónicos por los que sería reconocida y premiada, y que la convertiría en la actriz musa de Elizabeth Albahaca, una de las discípulas de Jerzy Grotowski.  

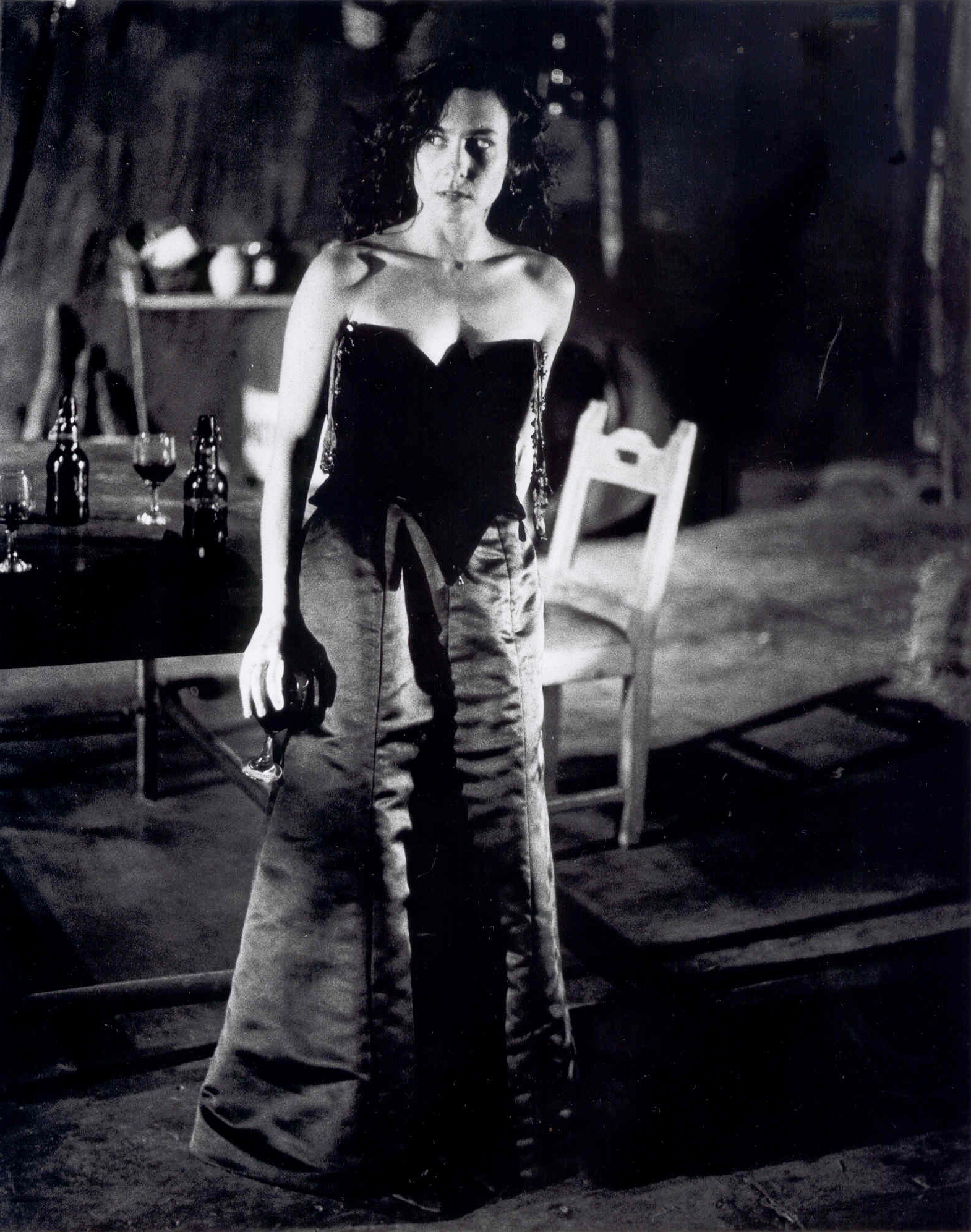
María Fernanda Ferro como la Señorita Julia, de August Strindberg, en el año 2006.

Como productora, María Fernanda Ferro concibe y logra llevar a cabo varios proyectos en los que se involucraba a la comunidad a participar de experiencias teatrales no convencionales, como Pasacalle, una experiencia que se hizo durante diez años en varios espacios de la ciudad de Caracas, y en mancomunidad con la Iglesia San Pedro y el Colegio San Pedro, en Valle Abajo, Caracas.  
“[...] De ofrecerles a su alma este alimento. De ahí que hemos realizado varios programas con bastante receptividad en la comunidad, como el TET con los niños, donde el teatro va a la escuela y la escuela al teatro, todas las mañanas nuestro teatro recibe a un colegio de la zona. El taller de adolescentes, que este año se desarrolló a nivel de los liceos logrando un encuentro interliceístico; el Taller de Formación Actoral, con más de ocho generaciones de actores y directores de la escena nacional; el programa de pasantías con la UCV, la programación del teatro (...) Las reacciones han sido muy positivas. Nuestro plan es profundizar esta relación para el año que viene, porque hay futuro y teatro también”. 
A lo largo de su carrera, María Fernanda Ferro consiguió llevar a cabo varios eventos con invitados internacionales en los que organizaba jornadas de lecturas dramatizadas, conversatorios y talleres de teatro con personalidades como Elizabeth Albahaca, Carmen Portaceli,Theo Spychalski, Frank Castorf del teatro Volksbühne, el director español Juan Navarro, entre otros. Tuvo, además, la oportunidad de participar en festivales y encuentros como el Berliner Theatertreffen en Alemania y al Encuentro con Mujeres Notables en el marco de la Celebración del Año de Jerzy Grotowski en Wroclaw, Polonia.

#### Cine
En 1999 fue invitada por la directora venezolana Mariana Rondón junto a Marité Ugás a protagonizar su ópera prima, A la medianoche y media, y a partir de esa experiencia continuó formando parte de los repartos de las sucesivas películas de estas directoras (Postales de Leningrado, 2007 y El chico que miente, 2011), además de haber sido convocada por otros directores cinematográficos.

#### Fallecimiento
María Fernanda Ferro falleció en Caracas el 10 de abril de 2017, después de una larga lucha contra el cáncer de pulmón.

## Obras
| Año       | Obra                                        | Autor/a | Dirección                                                                       |
| --------- | ------------------------------------------- | --- | ------------------------------------------------------------------------------- |
| 1984      | Ahora seremos felices, ahora podemos cantar | Montaje libre del Taller Experimental de Teatro | Guillermo Díaz Yuma y Francisco Salazar                                         |
| 1986      | Jacobo o la sumisión                        | Eugene Ionesco | Francisco Salazar                                                               |
| 1989      | La horma de los cuatro puntos               | Selección de textos de poetas venezolanos: Rafael Cadenas, Ramón Palomares, Eugenio Montejo, Juan Sánchez Peláez, José Berroeta, Enrique Hernández, María Calcaño, y cuentos de la etnia Maquiritare. | Francisco Salazar                                                               |
| 1990-1991 | Hamlet                                      | William Shakespeare | Guillermo Díaz Yuma                                                             |
| 1991      | Ferdydurke                                  | Witold Gombrowicz | Elizabeth Albahaca                                                              |
| 1993      | El sueño de la razón produce monstruos      | Versión de Elizabeth Albahaca (Basada en El proceso de Kafka) | Elizabeth Albahaca                                                              |
| 1994      | Demonios                                    | Fedor Dostoievski | Elizabeth Albahaca                                                              |
| 1996      | Señorita Julia                              | August Strindberg | Elizabeth Albahaca                                                              |
| 1999      | El Proceso (segunda versión)                | Basado en El proceso de Kafka | Elizabeth Albahaca                                                              |
| 2001      | El rey se muere                             | Eugene Ionesco | Elizabeth Albahaca                                                              |
| 2003      | El jardín de los cerezos                    | Anton Chejov | Eduardo Gil                                                                     |
| 2005      | La noche de Molly Bloom                     | José Sanchis Sinisterra | Elizabeth Albahaca                                                              |
| 2006      | La cena                                     | Giuseppe Manfridi | Marc Caellas                                                                    |
| 2007      | El amor de Fedra                            | Sarah Kane | Marc Caellas                                                                    |
| 2007      | Vírgenes negras                             | Feridun Zaimoglu y Günter Senkel | Juan Cordido Guillermo Díaz Yuma Juan José Martín Humberto Ortíz Diana Peñalver |
| 2010      | Baby                                        | Creación colectiva | Juan Navarro                                                                    |
| 2012      | La novia del gigante                        | Luigi Sciamanna | Luigi Sciamanna                                                                 |

## Filmografía
| Año  | Película                 | Director/a                   | Personaje               |
| ---- | ------------------------ | ---------------------------- | ----------------------- |
| 1999 | A la media noche y media | Mariana Rondón y Marité Ugás | Ana                     |
| 2003 | Nocturno                 | Carlos Caridad-Montero       | Ella                    |
| 2007 | Postales de Leningrado   | Mariana Rondón               | Marta                   |
| 2011 | El chico que miente      | Marité Ugás                  | La mujer de los Médanos |
| 2011 | Soja                     | Gabriel La Cruz              | Mercedes                |
| 2017 | Antö                     | J. René Guerra y Joe Torres  | Esh                     |

## Premios
Teatro
- Premio Marco Antonio Ettedgui (1991) Mención a Mejor Actriz por Hamlet.
- Premio Marco Antonio Ettedgui (1994) Mención de Honor por su actuación en El sueño de la razón produce monstruos.
- Premio Municipal de Teatro (1995) Mejor Actriz por Demonios.
- Premio María Teresa Castillo (1997) por su actuación en Señorita Julia.

## Anexos
Toda una Vida: Entrevistada: María Fernanda Ferro, https://www.youtube.com/watch?v=pGrqh4FYBVg (consultado el 22/01/2021)
POSTALES DE LENINGRADO MAKING OF MARIA FERNANDA FERRO. https://www.youtube.com/watch?v=z04TgsmaY-4 (consultado el 22/01/2021)
La Señorita Julia de August Strindberg, https://www.youtube.com/watch?v=zqbBjT6wlYE (consultado el 22/01/2021)
El Sueño de la razón produce monstruos, https://www.youtube.com/watch?v=CQX2Ll05WWY (consultado el 22/01/2021)
La Noche de Molly Bloom https://www.youtube.com/watch?v=p-eYwGidwWc (consultado el 22/01/2021)
Blog personal, http://minerra.blogspot.com/